# Polystichum auriculum
Polystichum auriculum är en träjonväxtart som beskrevs av Ren-Chang Ching. Polystichum auriculum ingår i släktet Polystichum och familjen Dryopteridaceae. Inga underarter finns listade.